# Ingrid Awadé
Ingrid Awadé est une femme d'affaires togolaise née le 3 mars 1974. 
Administratrice d'entreprises d'État et actuelle directrice générale de la Caisse nationale de sécurité sociale (CNSS) du Togo, son parcours managérial est marqué par la gestion de plusieurs entreprises togolaises. Parallèlement, depuis 2005, elle est la conseillère financière du président de la République togolaise, Faure Gnassingbé.

## Biographie

### Éducation
De son nom complet, Ingrid Atafeinam Awadé est titulaire d'un DESS en contrôle de gestion et systèmes d'information.

### Carrière professionnelle
Elle commence sa carrière en 1998 auprès de la banque ouest-africaine de développement. Elle rejoint par la suite les fonds GARI en 2001 en tant que gestionnaire du risque jusqu'en 2003, puis prend la tête de la Société de gestion et d'intermédiation (SGI-TOGO), poste qu'elle quitte en 2008 pour la Direction Générale des Impôts qu'elle gère jusqu'en décembre 2013, période à laquelle le gouvernement entame la transformation du secteur des recettes avec l'ouverture de l'Office togolais des recettes (OTR). Durant son mandat, elle enregistre le record de chiffre d'affaires de la DGI. Elle opère divers redressements fiscaux dans l'ensemble du pays, notamment auprès des sociétés qui n'avaient pas payé d'impôts depuis plusieurs années. Ainsi, sous sa direction, la Direction générale des impôts se met elle à cheval sur les législations fiscales en soumettant les entreprises non conformes aux sanctions prévues par la loi. Plusieurs entreprises sont redressées, parmi lesquelles certaines proches du pouvoir, telles que celle du libanais Bassem al-Najar, proche de Kpatcha Gnassingbé, ce qui lui vaut de prendre parti dans la rivalité pour le pouvoir entre les deux fils de Gnassingbé Eyadema,.
En février 2014, elle est nommée directrice générale de la Délégation à l'organisation du secteur informel (DOSI), fonction considérée comme stratégique, qu'elle occupe jusqu'au 31 mars 2017. 
Par décret présidentiel, elle est désignée comme directrice générale de la Caisse nationale de sécurité sociale (CNSS) du Togo. Sous sa direction, la CNSS amorce sa transformation digitale avec la mise en place des services en ligne, de la digitalisation des paiements, des cotisations et de la mise en place de Biosécu, le portail de contrôle de vie par reconnaissance faciale,.
En 2021, elle est élue présidente du conseil d'administration de la Loterie nationale togolaise (LONATO), société chargée de la gestion des jeux de hasard au Togo.

### Vie politique
Tout au long de sa carrière, elle reste une personnalité très influente de l'entourage du président Faure Gnassingbé dont elle est conseillère financière depuis 2005,.
De par sa proximité avec le président, Awadé attire les critiques de l'opposition togolaise. Elle est accusée de corruption et un collectif d'opposition, le Collectif Sauvons le Togo (CST) l'accuse, avec d'autres hauts responsables, d'être à l'origine des incendies dans les marchés de Kara et Lomé en 2013, mais sans fournir de preuves.

## Distinctions
- Commandeur de l'ordre du Mono, le 27 avril 2014 [Quand ?][réf. souhaitée]
- 2013 : Parmi les 25 femmes les plus influentes du business en Afrique de Jeune Afrique[17]
- 2014 : Treizième au classement des 20 meilleurs jeunes entrepreneurs africains de Forbes[18]
- 2020 : Parmi les 50 dirigeants africains les plus influents d'après Confidential Africa[1].